# Gāndhārī (hindouisme)
Pour les articles homonymes, voir Gāndhārī.

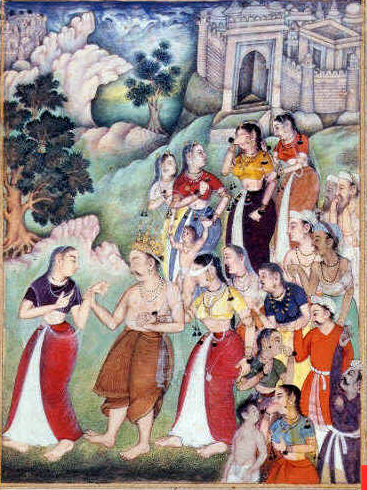
Gandhari, les yeux bandés, soutenant Dhrtarashtra et suivant Kunti après l'exil de son mari dans la forêt. Miniature d'un manuscrit du XVIe siècle d'une partie du Razmnama, la traduction persane de l'épopée hindoue Mahabharata.

Gāndhārī (en sanskrit : गांधारी) est un personnage de l'épopée du Mahâbhârata, présentée comme d'origine afghane. C'est le nom de la mère des cent Kauravas. Ces enfants sont un cadeau de Shiva pour la remercier de sa bonté envers Lui. Elle épouse Dhritarāshtra, un roi aveugle, et de ce fait décide le jour du mariage de se bander les yeux avec un foulard, foulard qu'elle n'enlèvera plus jamais jusqu'à la fin de sa vie. C'est elle encore qui maudit Krishna pour avoir autorisé la bataille de Kurukshetra où tous ses enfants moururent, en lui disant que c'est son indifférence qui a causé tout ceci. Krishna se défend en déclarant qu'elle le maudit pour un événement inévitable et que si elle avait contrôlé ses enfants, ceci ne serait peut-être pas arrivé, car c'est tout de même eux, leur méchanceté et leur intransigeance, qui sont responsables de tout ce feu et de tout ce sang. Néanmoins il accepte avec dignité la malédiction qui se réalisera quelques années plus tard. Krishna est ainsi un des rares prophètes à avoir été maudit.